# Долгое (озеро, Гродненская область)
До́лгое (бел. До́ўгае) — озеро в Щучинском районе Гродненской области Белоруссии. Относится к бассейну реки Бервенка.

## Описание
Озеро находится в 34 км к северо-западу от города Щучин, неподалёку от деревни Орлова Гора.
Площадь поверхности водоёма составляет 0,52 км². Длина — 1,11 км, наибольшая ширина — 0,73 км, длина береговой линии — 3,15 км. Наибольшая глубина — 1,9 м, средняя — 1,25 м. Объём воды в озере — 0,11 млн м³.
Склоны котловины высотой до 10 м. Берега низкие, заболоченные, местами сплавинные. Дно озера выстлано сапропелем.
Из озера Долгое вытекает река Бервенка — приток Пыранки.